# Ulysses S. Grant
Ulysses S. Grant, nacido Hiram Ulysses Grant (Point Pleasant, Ohio; 27 de abril de 1822-Wilton, Nueva York; 23 de julio de 1885), fue un militar y político estadounidense que se desempeñó como el 18.º presidente de los Estados Unidos entre 1869 y 1877. Antes de su presidencia, lideró el Ejército de la Unión como comandante general del Ejército de los Estados Unidos al final de la guerra de Secesión de 1864 a 1865. Al asumir la presidencia, trabajó con los republicanos radicales durante la Reconstrucción de la Unión mientras lidiaba con la corrupción en su administración.
Nacido en Ohio, ya de joven poseía una habilidad excepcional con los caballos, lo que le sirvió durante su carrera militar. Fue admitido en West Point y se graduó en 1843. Sirvió con distinción en la guerra entre Estados Unidos y México. En 1848, se casó con Julia Dent y tuvo cuatro hijos. Renunció abruptamente a su comisión del ejército en 1854 y regresó con su familia, aunque vivió en la pobreza durante siete años. Durante la guerra civil, se unió al Ejército de la Unión en 1861 y dirigió la campaña de Vicksburg, que obtuvo el control del Misisipi en 1863. Luego de su victoria en Chattanooga, el presidente Abraham Lincoln lo promovió a teniente general. Durante trece meses, luchó contra Robert E. Lee durante la sangrienta campaña de Overland y en el asedio de Petersburg. El 9 de abril de 1865, Lee se entregó a Grant en Appomattox. Una semana después, Lincoln fue asesinado y sucedido por Andrew Johnson, quien promovió a Grant al rango de general del Ejército en 1866. Más tarde, se desligó públicamente de Johnson por sus políticas sobre la Reconstrucción; utilizó las leyes de Reconstrucción, que se habían pasado por alto al veto de Johnson, para hacer cumplir los derechos civiles de los libertos africanos.
Héroe de guerra pero político renuente, fue nominado por unanimidad por el Partido Republicano y elegido presidente en 1868. Ya en la presidencia, estabilizó la economía nacional de posguerra, creó el Departamento de Justicia y procesó al Ku Klux Klan. Nombró a afrodescendientes y judíos estadounidenses para importantes puestos federales. En 1871, creó la primera Comisión de Servicio Civil. Los republicanos liberales y demócratas se unieron a su oponente en las elecciones presidenciales de 1872, pero fue reelegido fácilmente. Su política hacia los nativos americanos tuvo éxitos y fracasos. En asuntos exteriores, su Administración resolvió pacíficamente las reclamaciones de Alabama contra el Reino Unido, aunque el Senado rechazó la preciada anexión caribeña de la República Dominicana. La corrupción en el poder ejecutivo se hizo notoria: varios miembros del Gabinete y otros funcionarios fueron removidos o tuvieron que renunciar. El Pánico de 1873 sumió a la nación en una grave depresión económica, lo que facilitó a los demócratas ganar la mayoría de la Cámara de Representantes. Durante la muy disputada elección presidencial de 1876, Grant facilitó la aprobación por parte del Congreso de un compromiso pacífico.
En su retiro, fue el primer presidente en circunnavegar el mundo en su gira internacional con muchos líderes extranjeros. En 1880, no logró obtener la nominación presidencial republicana para un tercer mandato. En el último año de su vida, mientras se enfrentaba con severas reversiones financieras y sufriendo de cáncer de garganta, escribió sus memorias, que demostraron ser un gran éxito de crítica y comercial. Al momento de su muerte, fue conmemorado como un símbolo de la unidad nacional.
Los historiadores han reconocido su genio militar y sus estrategias modernas de guerra se detallan en los libros de texto de historia militar. Las evaluaciones históricas de su presidencia han mejorado con el tiempo; en los índices de popularidad, Grant ocupó el puesto 38 en 1994 y 1996, y llegó al 21 en 2018. Los historiadores han enfatizado sus logros presidenciales, como el acuerdo de las reclamaciones de Alabama, la protección de afrodescendientes e indígenas y la primera Comisión de Servicio Civil.

## Primeros años

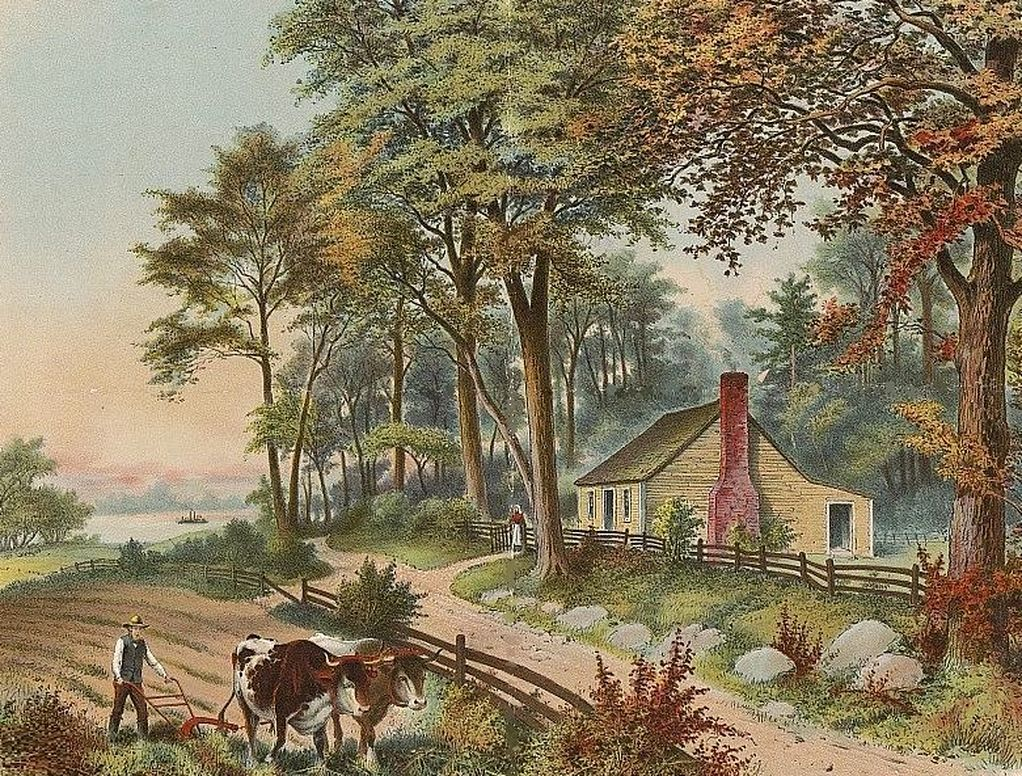
Casa donde nació Grant.

Nació en Point Pleasant (Ohio) el 27 de abril de 1822. Era hijo de Jesse Root Grant, curtidor y comerciante, y Hannah Simpson Grant. Sus antepasados Matthew y Priscilla Grant llegaron a bordo del barco Mary and John a la colonia de la bahía de Massachusetts en 1630. Su bisabuelo combatió en la guerra franco-india y su abuelo Noah sirvió en la Revolución de las Trece Colonias en Bunker Hill. Después, Noah se estableció en Pensilvania y se casó con Rachel Kelley, hija de un pionero irlandés. Su hijo Jesse era un simpatizante del Partido Whig y un ferviente abolicionista. Jesse se mudó a Point Pleasant en 1820 y encontró trabajo de capataz en una curtiduría. Pronto conoció a su futura esposa, Hannah, y ambos se casaron el 24 de junio de 1821. Hannah descendía de inmigrantes presbiterianos de Ballygawley en el condado de Tyrone (Irlanda). Diez meses después de casarse, Hannah dio a luz a su primogénito Ulysses. El nombre del niño se extrajo de papeles mezclados en un sombrero. Para honrar a su suegro, Jesse lo llamó Hiram Ulysses, aunque siempre se refería a él por su segundo nombre.
En 1823, la familia se mudó a Georgetown (Ohio), donde nacieron cinco hermanos más: Simpson, Clara, Orvil, Jennie y Mary. A los cinco años, comenzó su educación formal en una escuela de suscripción y luego en dos escuelas privadas. En el invierno de 1836-1837, estudió en el Seminario de Maysville y en el otoño de 1838 asistió a la academia presbiteriana de John Rankin. En su juventud desarrolló una habilidad inusual para montar y manejar caballos. No le gustaba la curtiduría, por lo que su padre utilizó su talento con los caballos asignándole el transporte de carretones de suministros y personas. A diferencia de sus hermanos, no fue obligado a asistir a la iglesia por sus padres metodistas. Por el resto de su vida, oraba en privado y nunca se unió oficialmente a ninguna denominación; para algunos, incluido su propio hijo, actuaba como un agnóstico. Heredó parte de la piedad metodista y el carácter apacible de su madre. Fue en gran medida apolítico antes de la guerra, pero escribió: «Si alguna vez hubiera tenido alguna simpatía política, habría sido por los whigs. Me criaron en esa escuela».

## Carrera militar temprana y vida personal

### West Point y primera asignación

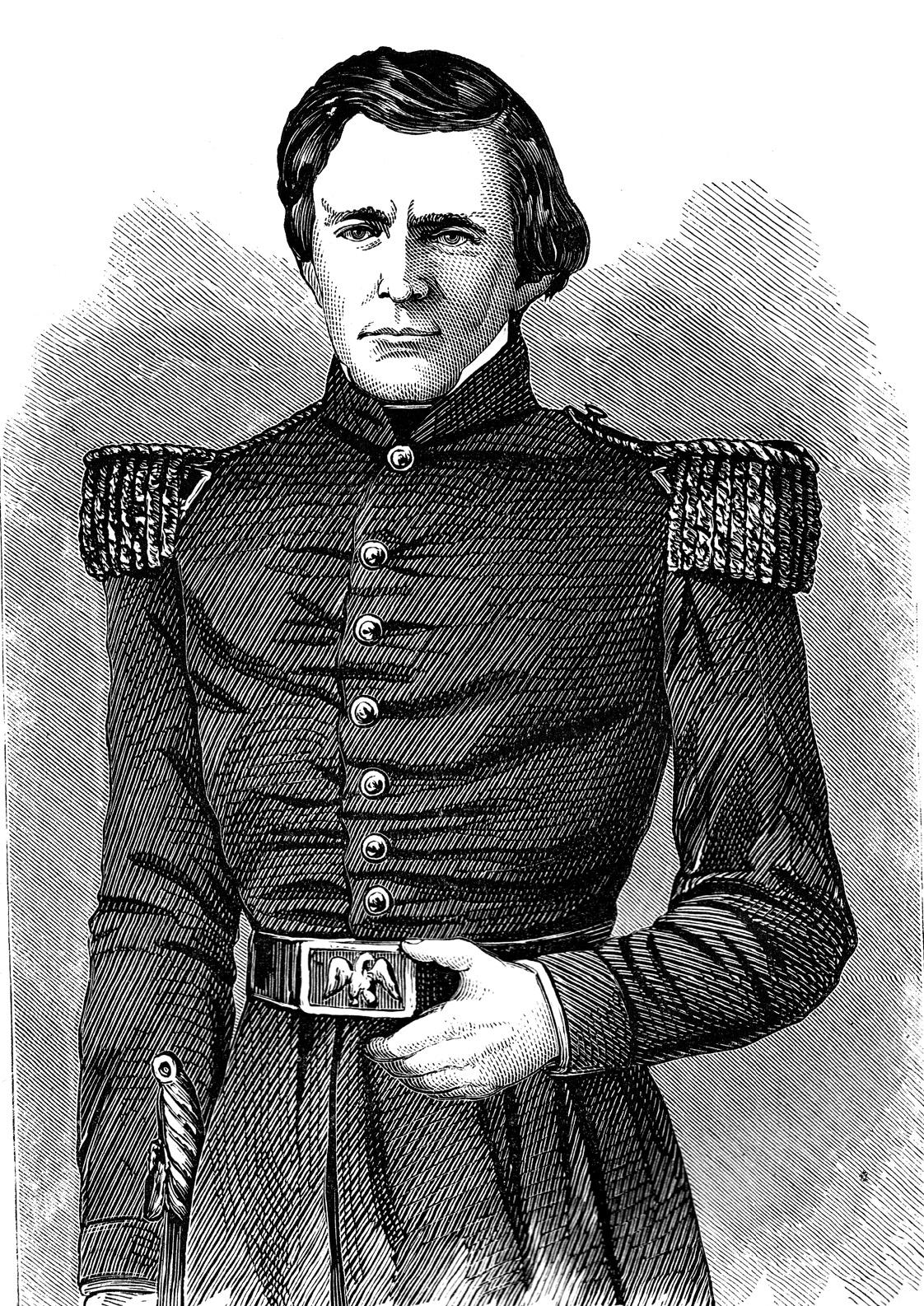
Subteniente nominal Grant (1868).

Su padre escribió al representante demócrata Thomas L. Hamer solicitando que propusiera a su hijo para la Academia Militar de los Estados Unidos en West Point (Nueva York). A pesar de las diferencias políticas con Jesse Root Grant, Hamer hizo caso de la solicitud y propuso al hijo de Grant a West Point en la primavera de 1839, cuando Ulysses contaba 17 años. Grant fue admitido el 1 de julio, aunque dudaba de sus habilidades académicas. Al estar familiarizado con el joven, Hamer envió un nombre incorrecto a West Point. El 14 de septiembre, Grant fue alistado como el cadete «U.S. Grant» (en vez del correcto H. U. Grant) en la academia militar. Su apodo en West Point se convirtió en «Sam» entre los colegas del ejército, entre los que las iniciales «U.S.» también significaban «tío Sam».
Inicialmente, era indiferente a la vida militar, pero durante el primer año reconsideró su deseo de abandonar la academia y al cabo llegó a escribir que «en conjunto me gusta mucho este lugar». Mientras estaba en la academia, su mayor interés eran los caballos, con los que se ganó la reputación de ser el jinete «más competente». Durante la ceremonia de graduación, mientras montaba a York, un caballo grande y fuerte que solo él podía manejar, estableció un récord de salto de altura que se mantuvo durante veinticinco años. Buscando alivio de la rutina militar, estudió con el artista romántico Robert Walter Weir, con el que produjo nueve obras de arte que han sobrevivido hasta la actualidad. Pasaba más tiempo leyendo libros de la biblioteca que sus textos académicos, como las obras de James Fenimore Cooper y otros. Los domingos, los cadetes debían marchar y asistir a los servicios en la capilla de la academia, un requisito que le desagradaba. Sosegado por naturaleza, estableció amistad íntima con algunos de sus compañeros cadetes, como Frederick Tracy Dent y James Longstreet. Encontró un modelo en las figuras del capitán Charles F. Smith, comandante de la academia, y el general Winfield Scott, quien visitaba la academia para revisar a los cadetes. Más tarde, escribió sobre la vida militar: «Había muchas cosas desagradables, pero eran más las agradables».
Se graduó el 30 de junio de 1843, con el puesto 21.º de 39 de su promoción y al día siguiente fue ascendido nominalmente al rango de subteniente. De corta estatura para su edad a los diecisiete años, había ingresado a la academia con un peso de solo 117 libras (53 kg) y cinco pies y dos pulgadas (1.57 m) de alto; después de graduarse, cuatro años más tarde, había alcanzado una altura de cinco pies y siete pulgadas (1.70 m). Planeaba renunciar a su comisión después de su servicio de cuatro años. Tiempo después, escribiría a un amigo que entre los días más felices de su vida estuvieron el día en que entregó la presidencia y el que dejó la academia. A pesar de su excelente dominio de la equitación, no fue asignado a la caballería, sino al 4.º Regimiento de Infantería. Su primera asignación lo llevó al cuartel Jefferson cerca de San Luis (Misuri). El teniente coronel Robert C. Buchanan le multaba confiscándole botellas de vino por su regreso tardío de White Haven. Comandado por el coronel Stephen Kearny, el cuartel era la base militar más grande de la nación en el oeste. Grant estaba contento con su nuevo comandante, pero esperaba con ansias el final de su servicio militar y una posible carrera docente.

### Matrimonio y familia
En Misuri, visitó a la familia de su amigo de la Academia Frederick T. Dent y se comprometió con su hermana Julia en 1844. Cuatro años después, el 22 de agosto de 1848, se casaron en la casa de ella en San Luis. El padre de Grant, que era abolicionista, desaprobaba que los Dent fueran dueños de esclavos y ninguno de sus padres asistió a la boda. Grant iba flanqueado por tres compañeros graduados de West Point, vestidos con sus uniformes azules, como Longstreet, primo de Julia. A finales de mes, su esposa fue recibida calurosamente por la familia de Grant en Bethel (Ohio). Tuvieron cuatro hijos: Frederick, Ulysses Jr. («Buck»), Ellen («Nellie») y Jesse. Después de la boda, obtuvo una extensión de dos meses para su licencia y regresó a San Luis cuando decidió, con su esposa apoyándolo, que permanecería en el ejército.

### Guerra mexicano-estadounidense

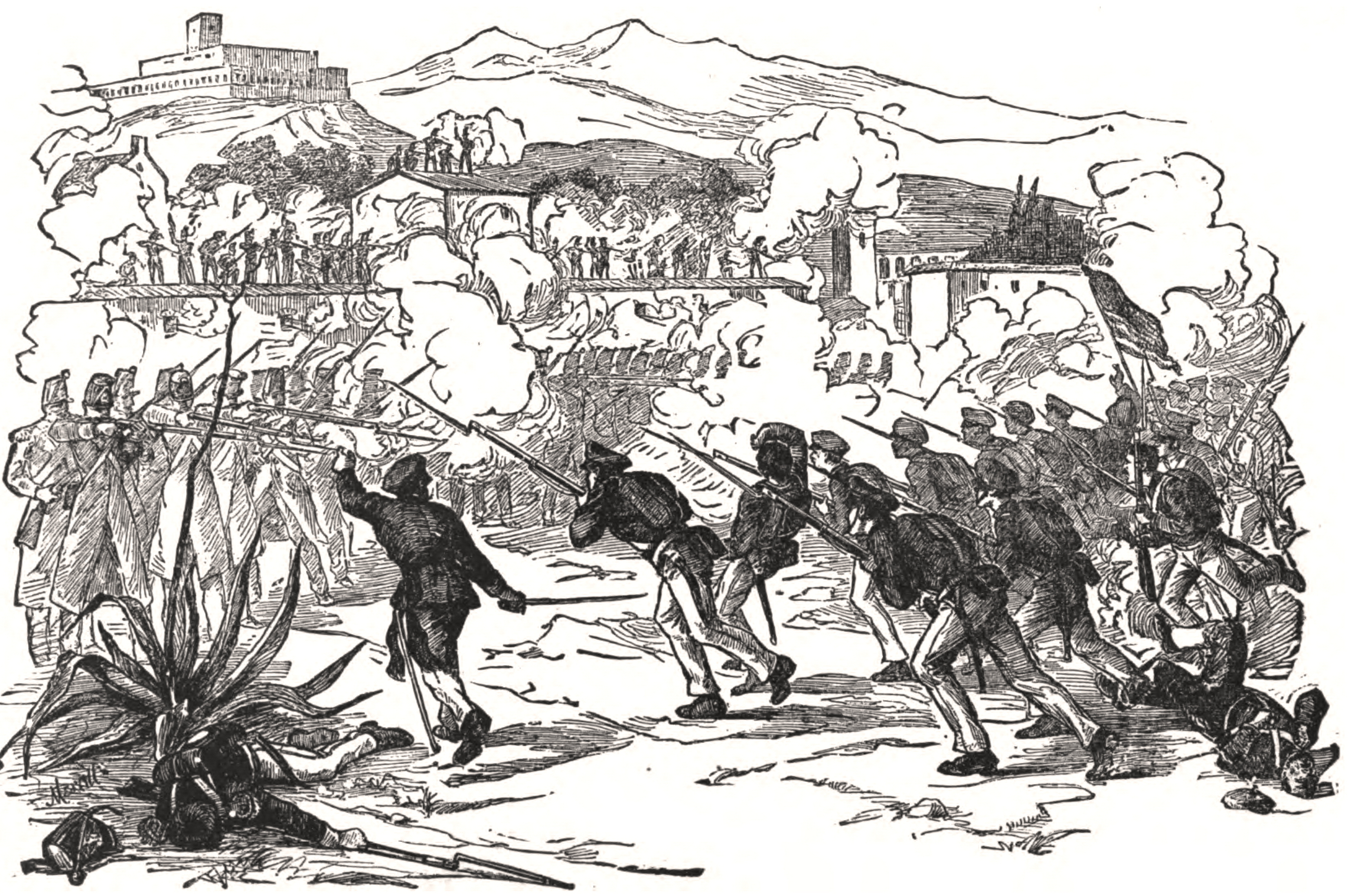
Batalla de Monterrey (1846).

Ante las crecientes tensiones con México por la reciente anexión de Texas por parte de los Estados Unidos, estalló la guerra en 1846. Durante el conflicto, Grant se distinguió como un soldado competente y valeroso. Antes de la guerra, el presidente John Tyler había enviado la unidad de Grant a Luisiana como parte del ejército de observación, bajo el mando del mayor general Zachary Taylor. En septiembre de 1846, el sucesor de Tyler, James K. Polk, incapaz de provocar a México en Corpus Christi (Texas), ordenó a Taylor marchar 150 millas (241 km) al sur hasta el río Bravo. Pasando hacia el sur hacia el fuerte Texas, para evitar un asedio mexicano, Grant experimentó un combate por primera vez el 8 de mayo de 1846, en la batalla de Palo Alto.
Sirvió como intendente de regimiento, pero anhelaba un rol de combate; cuando finalmente pudo hacerlo, dirigió una carga de caballería en la batalla de Resaca de la Palma. Demostró su habilidad ecuestre en la batalla de Monterrey (Nuevo León) al ofrecerse voluntario para llevar municiones a los francotiradores, para lo cual se colgó del costado de su caballo, manteniendo al animal entre él y el enemigo. Antes de abandonar la ciudad, aseguró a algunos estadounidenses heridos que enviaría ayuda. Desconfiando de la creciente popularidad de Taylor, Polk dividió sus fuerzas, enviando algunas tropas —incluida la unidad de Grant— para formar un nuevo ejército al mando del mayor general Winfield Scott. Viajando por mar, el ejército de Scott desembarcó en Veracruz y avanzó hacia la Ciudad de México. La unidad militar se enfrentó a las fuerzas mexicanas en las batallas de Molino del Rey y Chapultepec, a las afueras de la capital mexicana. Por su valentía en Molino del Rey, Grant fue ascendido a teniente el 30 de septiembre. En San Cosme, ordenó a sus hombres que arrastraran un obús desmontado al campanario de una iglesia, para volverlo a armar y bombardear a las tropas mexicanas cercanas. Su valentía e iniciativa le valieron su rápido ascenso a capitán. El 14 de septiembre de 1847, el ejército de Scott entró en la capital; el 2 de febrero de 1848, México cedió un vasto territorio a los Estados Unidos, así como California.
Durante la guerra, se ganó una hoja de servicio encomiable, estudió las tácticas y estrategias de Scott y Taylor y se distinguió como oficial experimentado; años después hizo constar en sus memorias que había aprendido mucho sobre el liderazgo militar en esta guerra. En retrospectiva, aunque respetaba a Scott, identificó su estilo de liderazgo con el de Taylor. Sin embargo, también escribió que esta guerra fue moralmente injusta y que las ganancias territoriales fueron diseñadas para expandir la esclavitud: «Me opuse firmemente a la medida [...] y, hasta el día de hoy, considero la guerra resultante como una de las más injustas jamás emprendidas por una nación más fuerte contra una más débil». Opinó que la guerra civil era un «castigo divino» sobre los Estados Unidos por su agresión contra México. Durante la guerra, descubrió su «coraje moral» y comenzó a considerar una carrera en el ejército.

### Asignaciones en la posguerra y renuncia

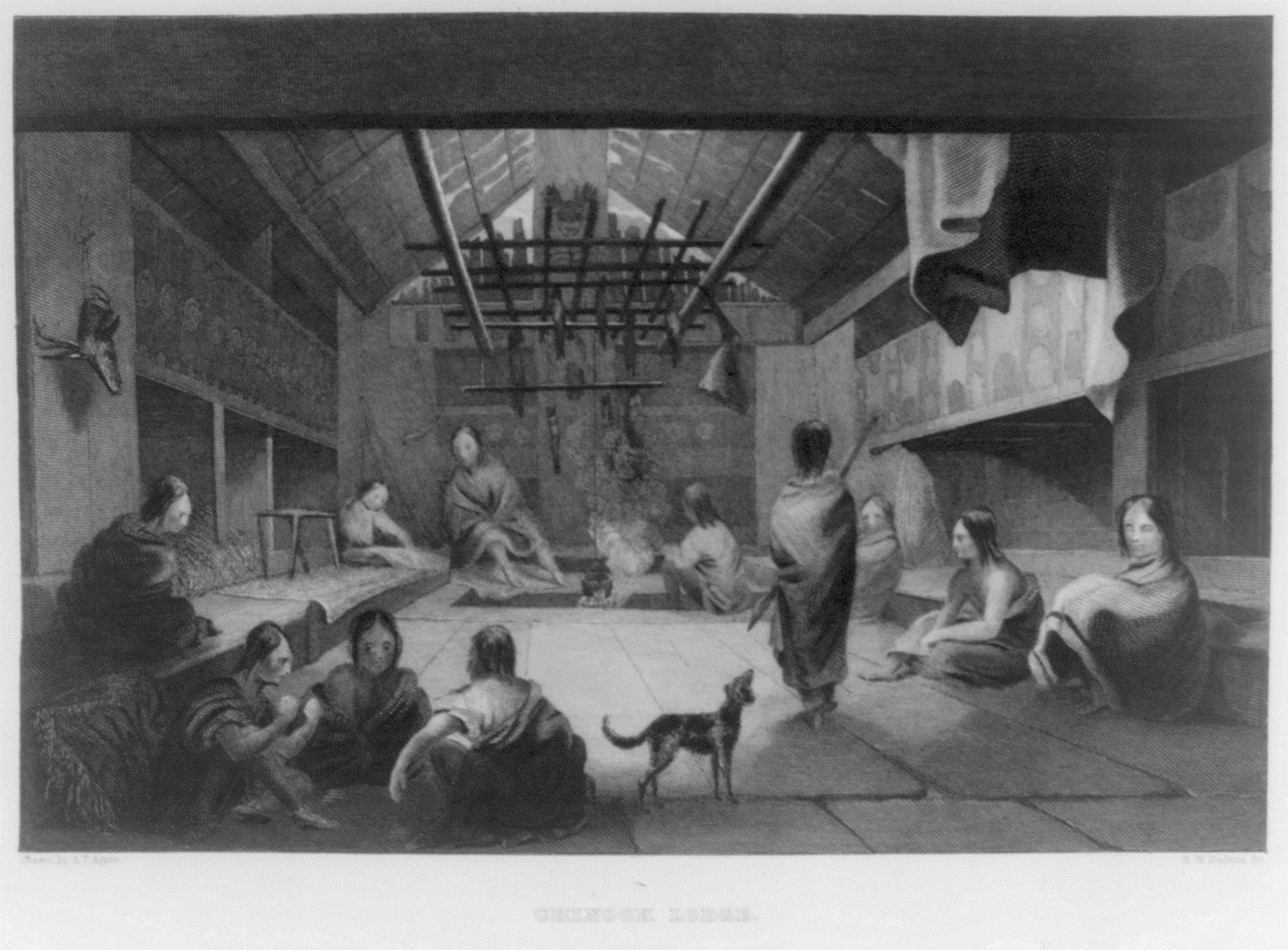
Grant creía que los indígenas del noroeste del Pacífico eran un pueblo pacífico y no una amenaza para los colonos.

Sus primeras asignaciones en la posguerra lo llevaron a él y su esposa a Detroit el 17 de noviembre de 1848, pero pronto lo trasladaron al cuartel Barracks en Sackets Harbor, un puesto desolado en Nueva York con una gran necesidad de suministros y reparaciones. Después de cuatro meses, fue enviado de regreso a su trabajo de intendente en Detroit. Cuando el descubrimiento de oro en California atrajo buscadores y colonos al territorio, Grant y el 4.º Regimiento de Infantería recibieron la orden de reforzar la pequeña guarnición del lugar. Grant recibió el encargo de llevar a los soldados y a unos pocos cientos de civiles de la ciudad de Nueva York a Panamá, movilizándose por tierra al Pacífico y luego al norte a California. Su esposa, embarazada de ocho meses de Ulises Jr., no lo acompañó. Mientras estaba en Panamá, estalló una epidemia de cólera, que cobró la vida de muchos soldados, civiles y niños. Estableció y organizó un hospital de campaña en la Ciudad de Panamá y trasladó los peores casos a una barcaza hospital a una milla de la costa. Cuando los asistentes protestaron por tener que atender a los enfermos, Grant se ocupó mucho de la enfermería y recibió grandes elogios de los observadores. En agosto, llegó a San Francisco. Su siguiente asignación lo envió al norte, al cuartel Vancouver en el territorio de Oregón.
Intentó varias empresas comerciales, pero fracasó, y en un caso su socio comercial se fugó con $800 de su inversión. Con respecto a los indios locales, le aseguró a su esposa, por carta, que eran inofensivos y que desarrolló empatía por su situación precaria. Fue testigo de cómo los agentes blancos estafaban a los indígenas, robándoles sus provisiones, y pudo observar también la devastación de la viruela y el sarampión entre las poblaciones locales, importados por los colonos blancos.
Ascendido a capitán el 5 de agosto de 1853, fue asignado al mando de la Compañía F, del 4.º Regimiento de Infantería, en el recién construido fuerte Humboldt en California. Llegó al bastión el 5 de enero de 1854, comandado por el teniente coronel Robert C. Buchanan, un oficial rigorista con quien Grant se había cruzado anteriormente en el cuartel Jefferson. Separado de su esposa y su familia, comenzó a beber. El coronel Buchanan lo reprendió por un episodio de embriaguez y le dijo que «dimitiera o se reformara»; Grant le replicó que «dimitiría si no me reformara». El domingo fue encontrado influenciado por el alcohol, aunque no incapacitado, en la mesa de pagos de su compañía, así que mantuvo su compromiso con Buchanan y dimitió el 31 de julio de 1854. Buchanan ratificó la carta de dimisión, pero no presentó ningún informe que verificara el incidente. Grant no se enfrentó a la corte marcial y el Departamento de Guerra dijo: «Nada se opone a su buen nombre». Grant dijo años más tarde: «El vicio de la intemperancia (embriaguez) no tuvo poco que ver con mi decisión de renunciar». Sin ningún medio de apoyo, regresó a San Luis y se reunió con su familia, inseguro de su futuro.

## Luchas civiles, esclavitud y actividades políticas

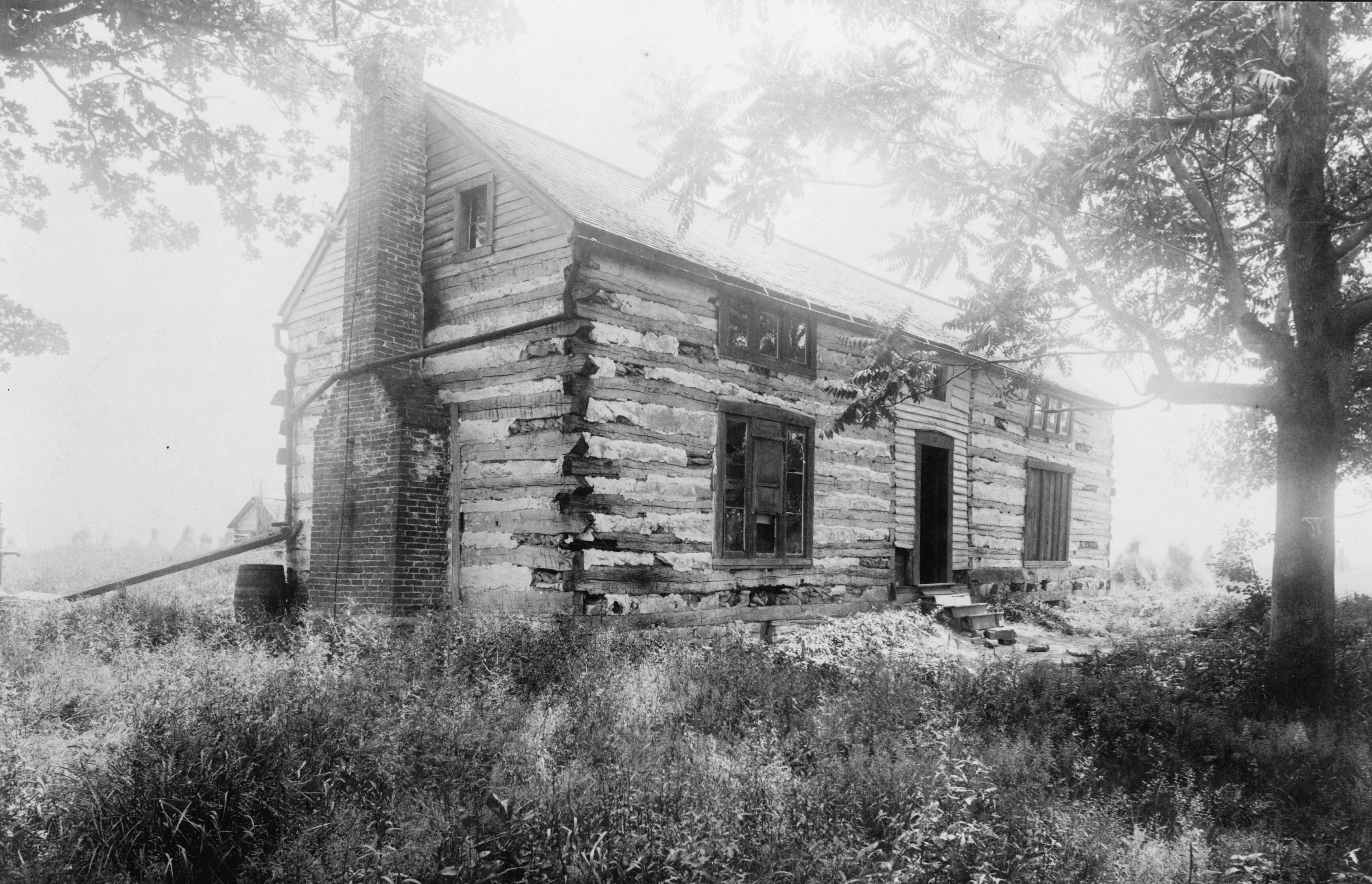
Hardscrabble, casa de campo que Grant construyó en Misuri para su familia. Fotografía de 1891.

A los treinta y dos años, sin vocación civil, necesitaba trabajo para mantener a su creciente familia. Fue el comienzo de siete años de luchas financieras, pobreza e inestabilidad. Su padre le ofreció un puesto en la sucursal del negocio de cuero de la familia en Galena (Illinois), pero exigió que Julia y los niños se quedaran en Misuri, con los Dent o con los Grant en Kentucky. La pareja rechazó la oferta. En 1855 se dedicó cultivar una granja, usando al esclavo Dan de Julia, en la propiedad de su cuñado, Wish-ton-wish, cerca de San Luis. La granja no tuvo éxito y para ganarse la vida vendió leña en las esquinas de las calles de esa ciudad.
Al año siguiente, los Grant se mudaron a la granja del padre de Julia y construyeron una casa llamada Hardscrabble. Julia describió la casa de troncos como una «cabaña poco atractiva», pero hizo que la vivienda fuera lo más hogareña posible con las pertenencias de la familia y otros muebles. La familia carecía de dinero, ropa y muebles, pero siempre tenía suficiente comida. Durante el Pánico de 1857, que devastó a muchos agricultores, a igual que Grant, quien empeñó su reloj de oro para pagar los regalos de Navidad de su familia. En 1858, alquiló Hardscrabble y trasladó a su familia a la plantación de 850 acres (3.44 km²) de su suegro. Ese otoño, después de sufrir malaria, abandonó la agricultura.
El mismo año, adquirió un esclavo de su suegro, un hombre de treinta y cinco años llamado William Jones. Aunque no era un abolicionista, no lo consideraba un «esclavo» y no podía soportar el obligar a un esclavo a trabajar. En marzo de 1859, liberó a William por un acto de manumisión, que pudo valer al menos $1000, momento en que necesitaba ese dinero. Se mudó a San Luis y se asoció con el primo de su esposa, Harry Boggs, quien trabajaba en el negocio inmobiliario como cobrador de facturas, nuevamente sin éxito; por instigación de su esposa, terminó la asociación. En agosto, solicitó un puesto como ingeniero del condado, creyendo que su preparación académica lo calificaba para el trabajo. Tenía treinta y cinco recomendaciones de alto reconocimiento, pero la posición se entregó por afiliación política y Grant fue ignorado por los comisionados de Suelo Libre y Republicanos del condado, porque se creían que compartía los sentimientos demócratas de su suegro. En las elecciones presidenciales de 1856, emitió su primer voto presidencial por el demócrata James Buchanan; luego dijo que realmente estaba votando contra el republicano John C. Frémont, preocupado de que su postura contra la esclavitud conduciría a la secesión y la guerra en el sur y porque consideraba que Frémont era un autopromotor descarado.
En abril de 1860, Grant y su familia se mudaron al norte de Galena, aceptando un puesto en el negocio de artículos de cuero de su padre, dirigido por sus hermanos menores Simpson y Orvil. En unos pocos meses ya había pagado todas sus deudas. La familia asistía a la iglesia metodista local y pronto se estableció como un ciudadano pulcro y respetado de Galena. Para las elecciones de 1860 no pudo votar porque aún no era un residente legal de Illinois, pero favoreció al demócrata Stephen A. Douglas sobre el eventual vencedor Abraham Lincoln y a este último sobre el demócrata sureño John C. Breckinridge. Estaba dividido entre sus puntos de vista cada vez más contrarios a la esclavitud y el hecho de que su esposa seguía siendo una demócrata y esclavista acérrima.

## Guerra civil

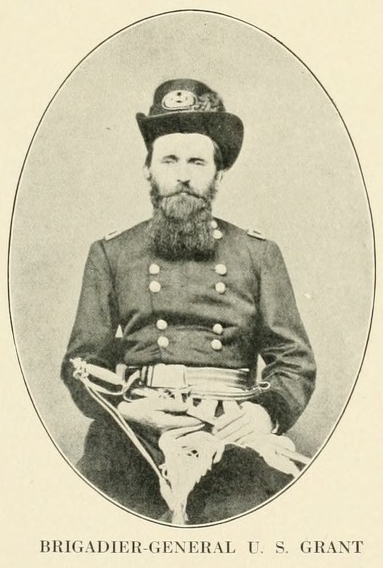
Brigadier general U.S. Grant en 1861.

El 12 de abril de 1861, la guerra civil estadounidense o guerra de Secesión estalló cuando las tropas confederadas atacaron el fuerte Sumter en Charleston (Carolina del Sur). La noticia llegó por sorpresa a Galena y Grant compartía la preocupación de sus vecinos sobre la guerra. El 15 de abril, Lincoln convocó a 75 000 voluntarios. Al día siguiente, Grant asistió a una reunión masiva para evaluar la crisis y alentar el reclutamiento; un discurso del abogado de su padre, John Aaron Rawlins, agitó su patriotismo. Listo para pelear, recordó con satisfacción: «Nunca más volví a nuestra tienda de cuero». El 18 de abril, presidió una segunda reunión de reclutamiento, pero rechazó el puesto de capitán como comandante de la recién formada compañía de milicias, con la esperanza de que su experiencia previa lo ayudara a obtener un rango militar de mayor nivel.

### Primeros comandos
Sus primeros esfuerzos para ser readmitido en el ejército fueron rechazados por el mayor general George Brinton McClellan y el brigadier general Nathaniel Lyon. El 29 de abril, con el apoyo del congresista Elihu B. Washburne de Illinois, fue nombrado asistente militar del gobernador Richard Yates y reunió a diez regimientos en la milicia de ese estado. El 14 de junio, nuevamente ayudado por Washburne, fue ascendido a coronel y puesto a cargo del 21.º Regimiento de Infantería de Voluntarios de Illinois, que pronto Grant restableció en buen orden y disciplina. El coronel y su 21.º Regimiento fueron trasladados a Misuri para desalojar a las fuerzas confederadas.
El 5 de agosto, con ayuda de Washburne, fue nombrado brigadier general de voluntarios. El mayor general John C. Frémont, comandante de la Unión en el Oeste, pasó por alto a los generales de alto rango y nombró a Grant comandante del Distrito del Sudeste de Misuri. El 2 de septiembre, llegó a Cairo (Illinois) para asumir el mando en sustitución del coronel Richard J. Oglesby y estableció su cuartel general para planear una campaña por el Misisipi y los ríos Tennessee y Cumberland. Después de que los confederados se desplazaron al oeste de Kentucky con planes en el sur de Illinois, Grant avanzó hacia Paducah (Kentucky), luego de notificar a Frémont y sin esperar su respuesta, tomando la ciudad sin resistencia el 6 de septiembre. Comprendiendo la importancia para Lincoln la neutralidad de Kentucky, aseguró a sus ciudadanos: «He llegado a ustedes no como su enemigo, sino como su amigo». El 1 de noviembre, Frémont le ordenó «hacer demostraciones» contra los confederados en ambos lados del Misisipi, pero le prohibió atacar al enemigo.

### Belmont y fuertes Henry y Donelson
El 2 de noviembre de 1861, Lincoln relevó a Frémont del mando, liberando a Grant de atacar a los soldados confederados acampados en Cape Girardeau (Misuri). El 5 de noviembre, junto con el brigadier general John Alexander McClernand, Grant desembarcó a 2500 hombres en Hunter's Point y, el 7 de noviembre, se enfrentó a los confederados en la batalla de Belmont. El ejército de la Unión tomó el campamento, pero confederados reforzados bajo las órdenes los brigadieres generales Frank Cheatham y Gideon J. Pillow forzaron una retirada caótica de la Unión. Grant había querido destruir las fortalezas confederadas en Belmont (Misuri) y Columbus (Kentucky), pero no se le dieron suficientes tropas y solo pudo quebrantar sus posiciones. Sus tropas lucharon para regresar a sus barcos de la Unión y escaparon a Cairo bajo disparos de la fortaleza fortificada de Columbus. Aunque Grant y su ejército se retiraron, la batalla dio a sus voluntarios la confianza y la experiencia que tanto necesitaban. También mostró a Lincoln que Grant era un general dispuesto a pelear.
Columbus bloqueó el acceso de la Unión al bajo Misisipi. Grant y el general James B. McPherson planearon eludir a Columbus y, con una fuerza de 25 000 soldados, cargar contra el fuerte Henry en el río Tennessee; luego marcharían 16 km al este hasta el fuerte Donelson en el río Cumberland, con ayuda de cañoneros, desbloqueando ambos ríos y permitiendo que la Unión acceda más al sur. Grant presentó su plan a Henry Halleck, su nuevo comandante en el recién creado Departamento de Misuri. Halleck estaba considerando la misma estrategia, pero rechazó la propuesta de Grant, creyendo que necesitaba el doble de tropas. Sin embargo, después de que Halleck telegrafió y consultó a McClellan sobre el plan, finalmente aceptó con la condición de que el ataque se llevara a cabo en estrecha cooperación con el oficial de marina Andrew H. Foote. Los cañoneros de Foote bombardearon el fuerte Henry, lo que llevó a su rendición el 6 de febrero de 1862, incluso antes de que llegara la infantería de Grant.
Grant luego ordenó un asalto inmediato al fuerte Donelson, que dominaba el río Cumberland. A diferencia del fuerte Henry, ahora se oponía a una fuerza igual a la suya. Sin darse cuenta del tamaño de la guarnición, las fuerzas de Grant tenían demasiada confianza. Grant, McClernand y Smith posicionaron sus divisiones alrededor del fuerte. Al día siguiente, McClernand y Smith lanzaron ataques de exploración en puntos débiles aparentes en la línea confederada, retirándose con grandes pérdidas. El 14 de febrero, los cañoneros de Foote iniciaron el bombardeo del fuerte, siendo rechazados por sus cañones pesados. Hasta este punto, los confederados estaban ganando, pero pronto llegaron los refuerzos de la Unión, lo que dio a Grant una fuerza total de más de 40 000 hombres. Cuando Foote recuperó el control del río, Grant reanudó su ataque, lo que resultó en un enfrentamiento. Recibió un mensaje de Foote, solicitando que se reunieran. Grant montó un caballo y cabalgó 11 km sobre caminos y trincheras congeladas; llegó a la división de Smith, instruyéndole a que se preparara para el próximo asalto, y siguió adelante y se encontró con McClernand y Wallace. Después de intercambiar informes, se entrevistó con Foote. El 16 de febrero, Foote reanudó su bombardeo, que dio señal a un ataque general. Los generales confederados John B. Floyd y Pillow huyeron, dejando el fuerte al mando de Simon Bolivar Buckner, quien se sometió a la demanda de Grant de «rendición incondicional e inmediata».
Había conseguido la primera gran victoria para la Unión al capturar todo el ejército rebelde de Floyd, de más de 12 000 soldados. Halleck estaba enfurecido porque Grant había actuado sin su autorización y se quejó con McClellan, acusándolo de «negligencia e ineficiencia». El 3 de marzo, Halleck envió un telegrama a Washington D. C. quejándose de que no tuvo comunicación con él durante una semana. Tres días después, Halleck siguió con una posdata que decía «el aviso me acaba de llegar de que [...] Grant ha retomado sus malos hábitos [de beber]». A pesar de todo, Lincoln lo promovió a mayor general de voluntarios y la prensa del norte lo trató como un héroe. Jugando con sus iniciales, comenzaron a llamarlo Unconditional Surrender Grant (lit., «Rendición Incondicional Grant»).

### Shiloh y consecuencias
Sorprendido y casi derrotado en la batalla de Shiloh (abril de 1862), peleó en contra y tomó el control del oeste de Kentucky y de Tennessee. Su mayor logro en 1862-63 fue el obtener el control del río Misisipi derrotando a una serie de batallones descoordinados de los estados confederados y el obtener la captura de Vicksburg en julio de 1863. Después de una victoria en Chattanooga a finales de 1863, Abraham Lincoln lo nombró general en jefe del ejército de la Unión. Se muestra favorable a una estrategia agresiva para ganar la guerra, consistiendo en infligir pérdidas humanas macizas en el ejército confederado.
Grant fue el primer general de la Unión que inició ofensivas coordinadas en múltiples escenarios. Mientras que sus subordinados William Tecumseh Sherman y Philip Sheridan marcharon a través de Georgia y el valle de Shenandoah respectivamente, Grant supervisó personalmente la Campaña Overland en 1864 en contra del ejército del General Robert E. Lee en Virginia. Utilizó la guerra de agotamiento contra su oponente, conduciendo una serie de combates a gran escala con grandes bajas que alarmaron a la opinión pública, mientras que se dirigía a la capital Confederada, Richmond. Grant anunció que «pelearía en esta línea así le tomara todo el verano». Lincoln apoyó a su general y reemplazó sus pérdidas, el ejército menguante de Lee fue forzado a defenderse en las trincheras alrededor de Richmond y Petersburg. En abril de 1865, el ejército de Grant, enormemente mayor que el de su oponente, atacó, capturando Richmond, y forzando a Lee a rendirse en Appomatox. J. C. Fuller lo describió como «el mejor general de su época y uno de los mejores estrategas de cualquiera». Su campaña de Vicksburg en particular ha sido estudiada por especialistas militares de todo el mundo.

## Presidencia
Grant, tras ser comandante en jefe y secretario de defensa, obtuvo la nominación del partido republicano, gracias a su ala más radical, para las elecciones presidenciales de 1868. Ganó la presidencia por 300 000 votos, con 46 años y, sin ningún cargo electivo anterior, se convirtió en el presidente más joven de los EE. UU. Reelegido en 1872, su segundo mandato vino marcado por altas cotas de impopularidad, debida a los múltiples casos de corrupción en que su gabinete y su propia familia se vieron implicados, ligados principalmente a la construcción de ferrocarriles, y a la gran crisis económica de 1873. Estos problemas permitieron a los demócratas recuperar el control de la Cámara de Representantes en 1874.
Tras su presidencia dio la vuelta al mundo y, años después, perdió frente a Garfield (antiguo subordinado suyo de tiempos de guerra) la nominación republicana a la presidencia.
Su costoso tren de vida y su famosa falta de habilidad comercial le llevaron a la bancarrota, de la que solo pudo salir antes de su muerte gracias al contrato para la publicación de sus memorias, consideradas por los críticos estadounidenses como las mejor escritas nunca por un comandante estadounidense.

## Viajes
Después de ser presidente, Grant y su esposa viajaron alrededor del mundo durante dos años. Originalmente, Grant trató de viajar como un ciudadano privado, pero desde el principio recibió recepciones oficiales e invitaciones para reunirse con líderes nacionales. Los viajes de Grant y su esposa fueron documentados por un periodista, John Russell Young. Young, quien trabajaba para el New York Herald, escribió no solo sobre estos viajes, sino también de las opiniones de Grant sobre algunos de los líderes de la Guerra Civil. Aunque Grant habló de modo diplomático, insistió en que la Unión ganó debido a superioridad en armas y mejor estrategia.

## Biblioteca presidencial

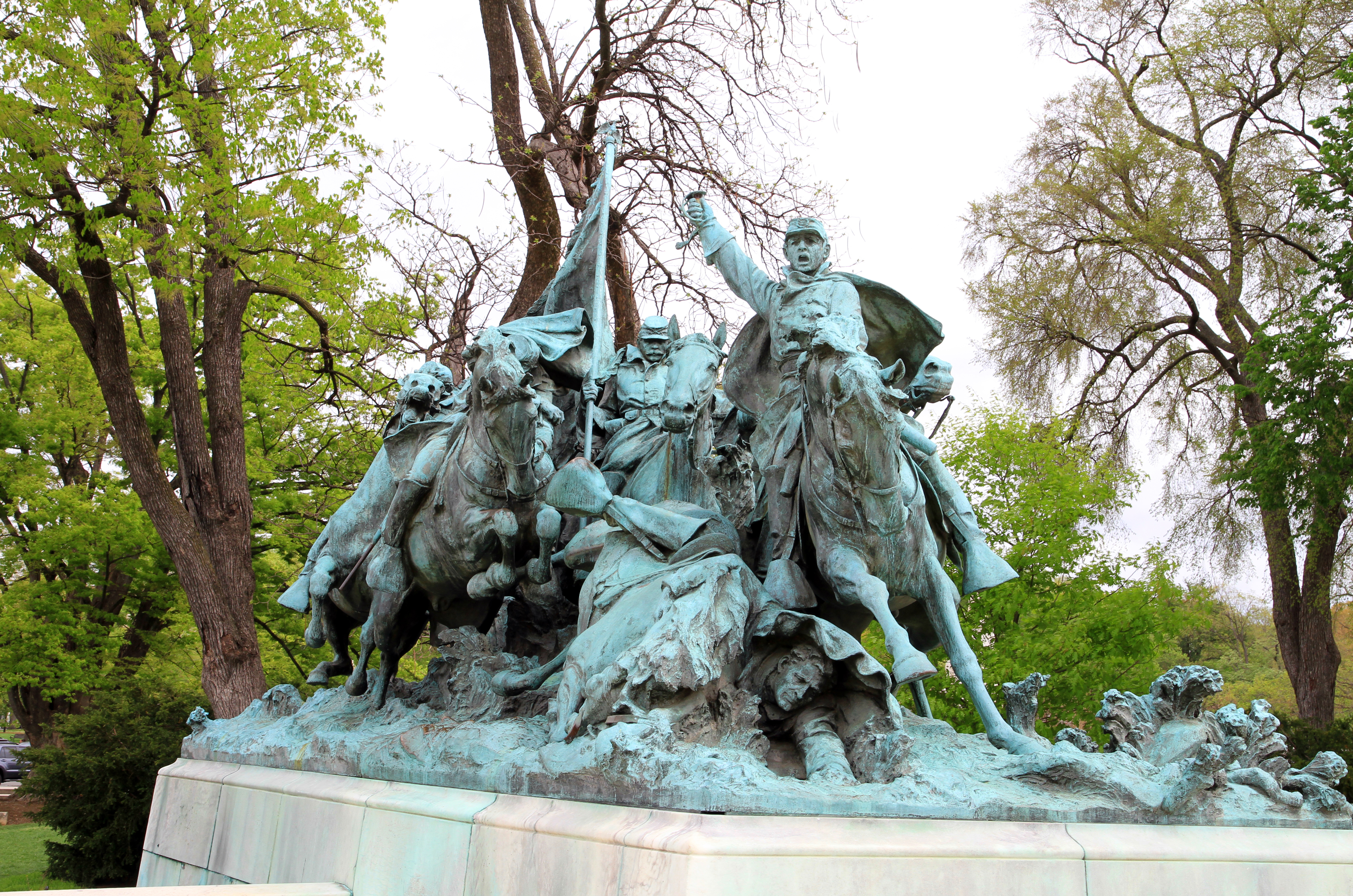
Ulysses S. Grant Memorial

En mayo de 2012, en el 50.º aniversario de la Fundación Ulysses S. Grant, la Mississippi State University fue seleccionada como sede permanente de la biblioteca presidencial de Ulysses S. Grant. Los documentos del presidente Grant serán albergados permanentemente en la biblioteca Mitchell Memorial Library en el campus de la MSU; estos, incluyen correspondencia y fotografías mientras fue presidente de 1869 a 1877. La biblioteca de la MSU ya había catalogado 15 000 pies lineales (4572 m) de material. Las cartas de Grant han sido divididas en 31 volúmenes; se espera que un 32.º volumen sea publicado pronto.